# Andris Viejāns
Andris Viejāns (lettisk:Andris Vējāns, fødenavn: Donats Kalnačs; født 20. april 1927, død 8. december 2005) var en letgallisk forfatter, digter, prosaiker og kritiker. Han var i flere år hovedredaktør på den lettiske litteraturavis, "Karogs", og modtog det lettiske parlaments æresmedalje i 1997.
Donats Kalnačs gik på grundskole i Dubulti fra 1934-1937. Resten af sin grundskoletiden foregik i Nirza, efterfølgende tog han sin gymnasielle uddannelse på Ludzas gymnasium fra 1942-1944. Fra 1945-1947 læste han på Rigas skolelærerinstitut, og i 1950 afsluttede han sin uddannelse i lettisk litteratur og sprog på den lettiske stats' pædagogiske institut.

## Pseudonymer
Viejāns, som i sig selv er et pseudonym, har brugt mange forskellige pseudonymer i sine udgivelser. Selvom hans rigtige navn er Donats Kalnačs, er det ikke det navn, han er kendt under. Af andre navne som Viejāns har brugt er der: Jorģis Greizacis, Nērzōnīts, Pēteris Tālums, Jēkabs Smējējs og Jānis Zars.

## Udgivelser
Viejāns har udgivet mere end 40 bøger samt 13 børnebøger.